# Río Sucio
Le río Sucio est une rivière de Colombie, et un affluent du Río Atrato.

## Géographie
Le río Sucio prend sa source dans le nœud de Paramillo, au nord de la cordillère Occidentale, dans le département d'Antioquia. Il coule ensuite vers le  nord-ouest avant de rejoindre le río Atrato,  au niveau de la municipalité de Riosucio (département de Chocó).